# Fontarcada
Fonte Arcada is een plaats (freguesia) in de Portugese gemeente Póvoa de Lanhoso en telt 1362 inwoners (2001).

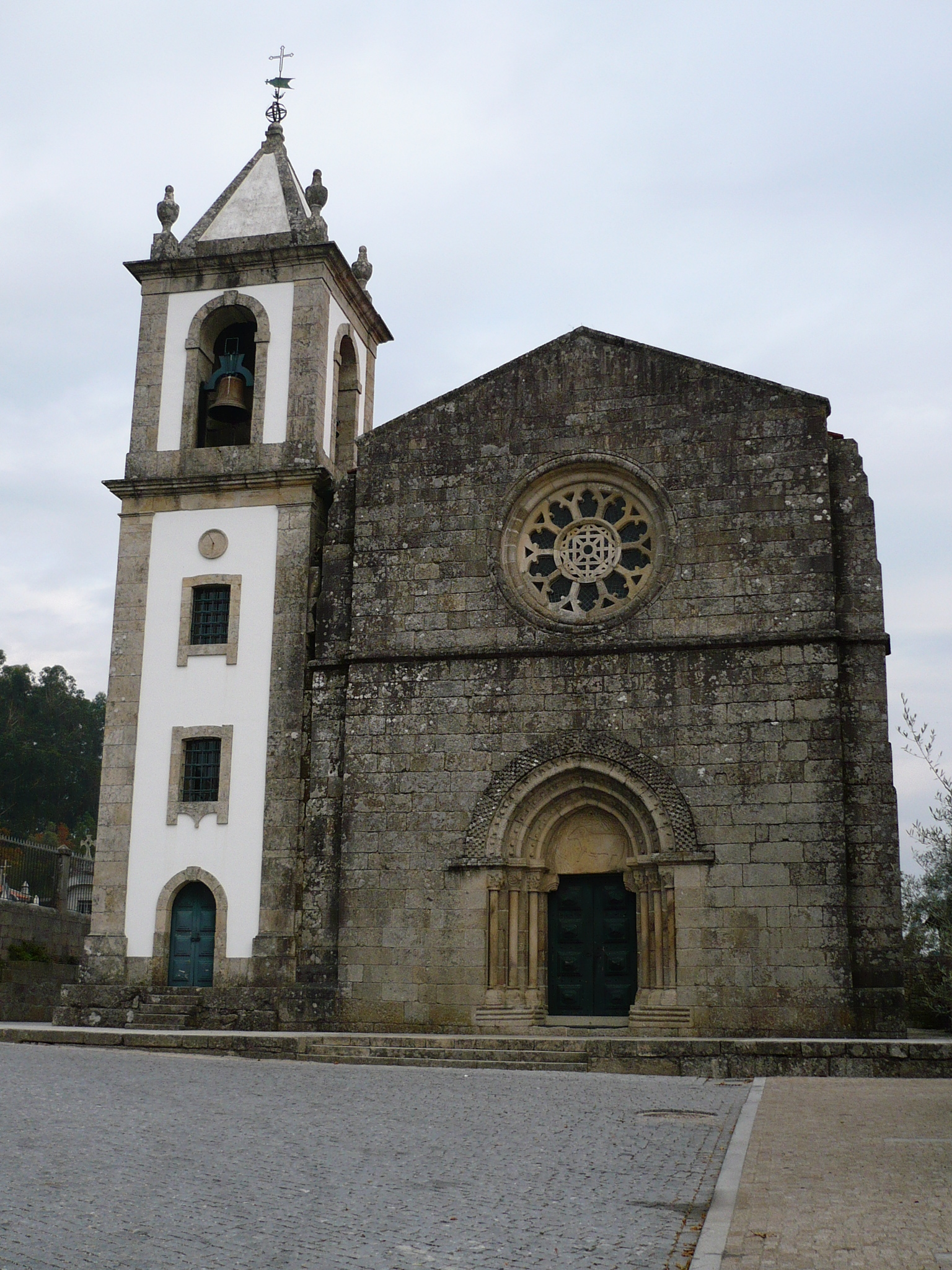
Kerk van Fontarcada

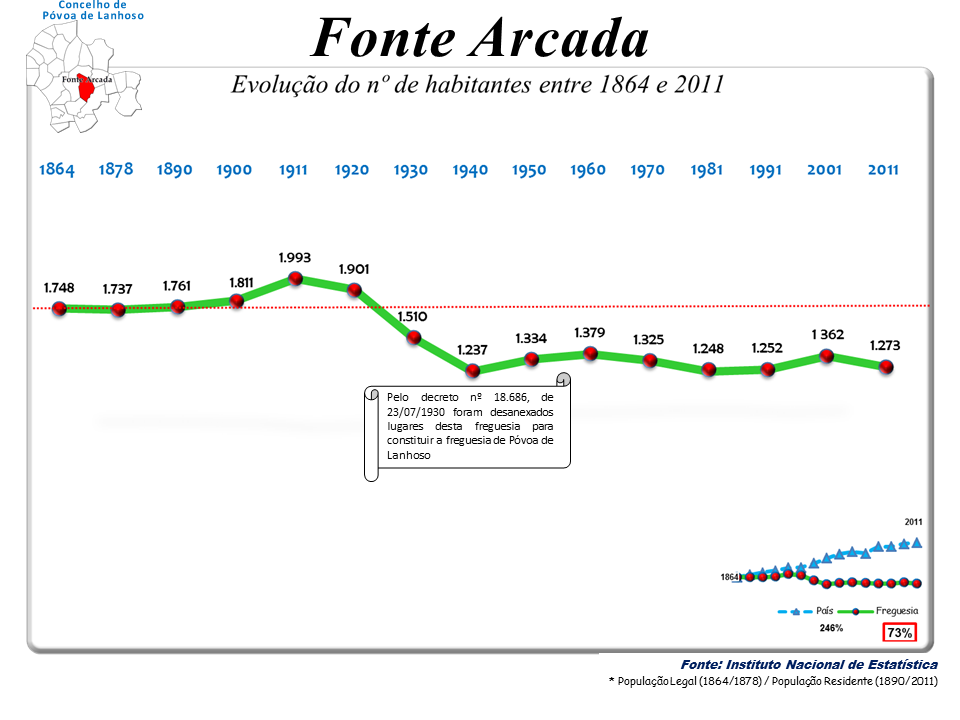
Bevolkingsontwikkeling tussen 1864 en 2011